# Orthostigma gallowayi
Orthostigma gallowayi är en stekelart som beskrevs av Robert A.Wharton 2002. Orthostigma gallowayi ingår i släktet Orthostigma och familjen bracksteklar. Inga underarter finns listade i Catalogue of Life.